# Salladasburg
Salladasburg és una població dels Estats Units a l'estat de Pennsilvània. Segons el cens del 2000 tenia 260 habitants.

## Demografia
Segons el cens del 2000, Salladasburg tenia 260 habitants, 105 habitatges, i 70 famílies. La densitat de població era de 128,7 habitants/km².
Dels 105 habitatges en un 30,5% hi vivien nens de menys de 18 anys, en un 48,6% hi vivien parelles casades, en un 13,3% dones solteres, i en un 33,3% no eren unitats familiars. En el 25,7% dels habitatges hi vivien persones soles el 7,6% de les quals corresponia a persones de 65 anys o més que vivien soles. El nombre mitjà de persones vivint en cada habitatge era de 2,48 i el nombre mitjà de persones que vivien en cada família era de 2,99.
Per edats la població es repartia de la següent manera: un 27,7% tenia menys de 18 anys, un 7,7% entre 18 i 24, un 28,1% entre 25 i 44, un 21,9% de 45 a 60 i un 14,6% 65 anys o més.
L'edat mediana era de 36 anys. Per cada 100 dones de 18 o més anys hi havia 93,8 homes.
La renda mediana per habitatge era de 30.000$ i la renda mediana per família de 32.500$. Els homes tenien una renda mediana de 26.458$ mentre que les dones 28.125$. La renda per capita de la població era de 16.122$. Entorn de l'11,8% de les famílies i el 14,9% de la població estaven per davall del llindar de pobresa.

## Poblacions més properes
El següent diagrama mostra les poblacions més properes.